# Lê Nhân Quý
Lê Nhân Quý (chữ Hán: 黎仁貴), không rõ năm sinh năm mất, là một đại thần dưới triều Lê sơ trong lịch sử Việt Nam. Ông từng giữ chức Đông các Đại học sĩ, một chức vụ cao trong hàng văn ban của triều đình thời vua Lê Nhân Tông và Lê Thánh Tông. Ông được coi là người có công trong việc ổn định chính trị và trấn giữ vùng biên viễn phía Tây đất nước sau thời kỳ loạn chính trị nội bộ triều đình.

## Thân thế
Theo Lê Nhân đại tộc phả ký, Lê Nhân Quý là con trai út của Lê Nhân Thực, người gốc làng Trà Giai, huyện Đông Triều, trấn Hải Dương, sau vào Nam Thanh Hóa định cư đầu thế kỷ XV. Mẹ ông là bà Đỗ Thị Đô, quê làng An Lạc (nay thuộc xã Xuân Lâm, thị xã Nghi Sơn). Ông ngoại là Đỗ Thuần Phu, từng đỗ tiến sĩ và làm đến chức Giám sát Ngự sử dưới triều Lê.
Lê Nhân Quý sinh ra trong một gia đình nho học, từ nhỏ được rèn luyện cả văn lẫn võ, nổi tiếng thông minh, chăm học. Ông theo học tại Quốc Tử Giám, đỗ khoa Hoành từ, sau được tuyển dụng vào Hàn Lâm viện, bắt đầu sự nghiệp làm quan.

## Sự nghiệp
Lê Nhân Quý được triều đình bổ nhiệm làm quan trải qua nhiều vị trí: từ Tri huyện Thụy Anh (Thái Bình), đến Tri phủ Thiệu Thiên (Thanh Hóa), rồi Tham chính Thừa Chính sứ ty Sơn Tây. Sau được thăng lên chức Đông các Đại học sĩ, một vị trí cao cấp trong cơ quan soạn thảo và cố vấn chính trị của triều đình.
Trong bối cảnh triều Lê sơ xảy ra nhiều biến động chính trị – đặc biệt là sự kiện Lê Nghi Dân cướp ngôi và sát hại vua Lê Nhân Tông năm 1459 – Lê Nhân Quý được cho là đã góp phần cùng các trung thần bảo vệ chính thống triều đình, ủng hộ việc đưa Lê Thánh Tông lên ngôi năm 1460. Ông tiếp tục phục vụ dưới thời Lê Thánh Tông và mất trong thời gian tại chức.

## Vinh danh và thờ phụng
Sau khi mất, ông được hậu thế suy tôn là Đệ nhị thế Khởi tổ của dòng họ Lê Nhân tại Kim Cốc, và được nhà Nguyễn truy phong là Dực Bảo Trung Hưng Linh Phù Đoan Túc Tôn Thần.
Hiện nay, ông được thờ phụng tại nhà thờ họ Lê Nhân ở làng Kim Cốc, phường Mai Lâm, thị xã Nghi Sơn, tỉnh Thanh Hóa. Khu nhà thờ đã được công nhận là di tích lịch sử – văn hóa cấp tỉnh. Hằng năm, con cháu và nhân dân trong vùng tổ chức lễ giỗ, tưởng niệm công lao của ông với quê hương và đất nước.